# Xialu
Xialu (chinesisch 下陆区, Pinyin Xiàlù Qū) ist ein Stadtbezirk der bezirksfreien Stadt Huangshi in der chinesischen Provinz Hubei. Er hat eine Fläche von 57,8 km² und zählt 186.000 Einwohner (Stand: Ende 2019).

## Administrative Gliederung
Ursprünglich setzte sich der Stadtbezirk auf Gemeindeebene aus vier Straßenvierteln zusammen. Diese waren:
- Straßenviertel Xin Xialu (新下陆街道), Regierungssitz des Stadtbezirks;
- Straßenviertel Dongfangshan (东方山街道);
- Straßenviertel Lao Xialu (老下陆街道);
- Straßenviertel Tuanchengshan (团城山街道).

Im Jahr 2011 beschloss die Stadtbezirksregierung die Gemeindeebene abzuschaffen und die administrative Dorfebene direkt dem Stadtbezirk zu unterstellen. Gleichzeitig wurde die Zahl der administrativen Einheiten auf Dorfebene von 39 auf 26 reduziert. Eine aktuelle Aufstellung dieser 26 Einwohnergemeinschaften liegt noch nicht vor.